# Rostowskoje (Kaliningrad)
Rostowskoje (russisch Ростовское, deutsch Tölteninken, litauisch Tiltininkai) ist ein kleiner Ort in der russischen Oblast Kaliningrad. Er gehört zur kommunalen Selbstverwaltungseinheit Stadtkreis Tschernjachowsk im Rajon Tschernjachowsk.

## Geographische Lage
Rostowskoje liegt 22 Kilometer nordwestlich der Rajonstadt Tschernjachowsk (Insterburg) an der Kommunalstraße 27K-226 von Gluschkowo (Plibischken) nach Krasnooktjabrskoje (Groß Ponnau). Eine Bahnanbindung besteht nicht.

## Geschichte
Der bis 1945 Tölteninken genannte Ort bestand vor 1945 aus verstreuten großen Höfen. Seine Gründung lag im Jahre 1345. Zwischen 1874 und 1945 war Tölteninken in den Amtsbezirk Plibischken (heute russisch: Gluschkowo) eingegliedert und gehörte zum Kreis Wehlau im Regierungsbezirk Königsberg der preußischen Provinz Ostpreußen.
In Folge des Krieges kam Tölteninken 1945 mit dem nördlichen Ostpreußen zur Sowjetunion. 1950 erhielt der Ort die russische Bezeichnung „Rostowskoje“ und wurde dem Dorfsowjet Kamenski selski sowjet im Rajon Tschernjachowsk zugeordnet. Von 2008 bis 2015 gehörte Rostowskoje zur Landgemeinde Kamenskoje selskoje posselenije und seither zum Stadtkreis Tschernjachowsk.

### Einwohnerentwicklung
| Jahr | Einwohner |
| ---- | --------- |
| 1910 | 194       |
| 1933 | 175       |
| 1939 | 172       |
| 2002 | 33        |
| 2010 | 5         |

## Kirche
Aufgrund seiner mehrheitlich evangelischen Einwohnerschaft war Tölteninken vor 1945 in das Kirchspiel der Kirche Plibischken (heute russisch: Gluschkowo) eingebunden. Das gehörte zum Kirchenkreis Wehlau (Snamensk) in der Kirchenprovinz Ostpreußen der Kirche der Altpreußischen Union. Heute liegt Rostowskoje im Einzugsgebiet der evangelisch-lutherischen Gemeinde in Talpaki (Taplacken), einer Filialgemeinde der Auferstehungskirche in Kaliningrad (Königsberg) in der Propstei Kaliningrad der Evangelisch-lutherischen Kirche Europäisches Russland.